# Mao Yushi
Mao Yushi (chiń. 茅于轼; pinyin Máo Yúshì; ur. 14 stycznia 1929 w Nankinie) – chiński ekonomista o poglądach liberalnych. W swoim kraju jest kontrowersyjną osobą z powodu otwartej krytyki wobec komunistycznej i totalitarnej polityki Mao Zedonga. Jego zwolennicy nazywają go "skarbem narodu", przeciwnicy natomiast "zdrajcą narodu chińskiego".
Jest także jednym z założycieli chińskiego think tanku o nazwie Unirule Institute of Economics, w którym aktualnie pełni rolę przewodniczącego zarządu. Organizacja została założona w 1993 przez pięciu ekonomistów, w tym Mao. Jest ona zaangażowana w powiększanie gospodarki rynkowej oraz reformy chińskiego rządu.

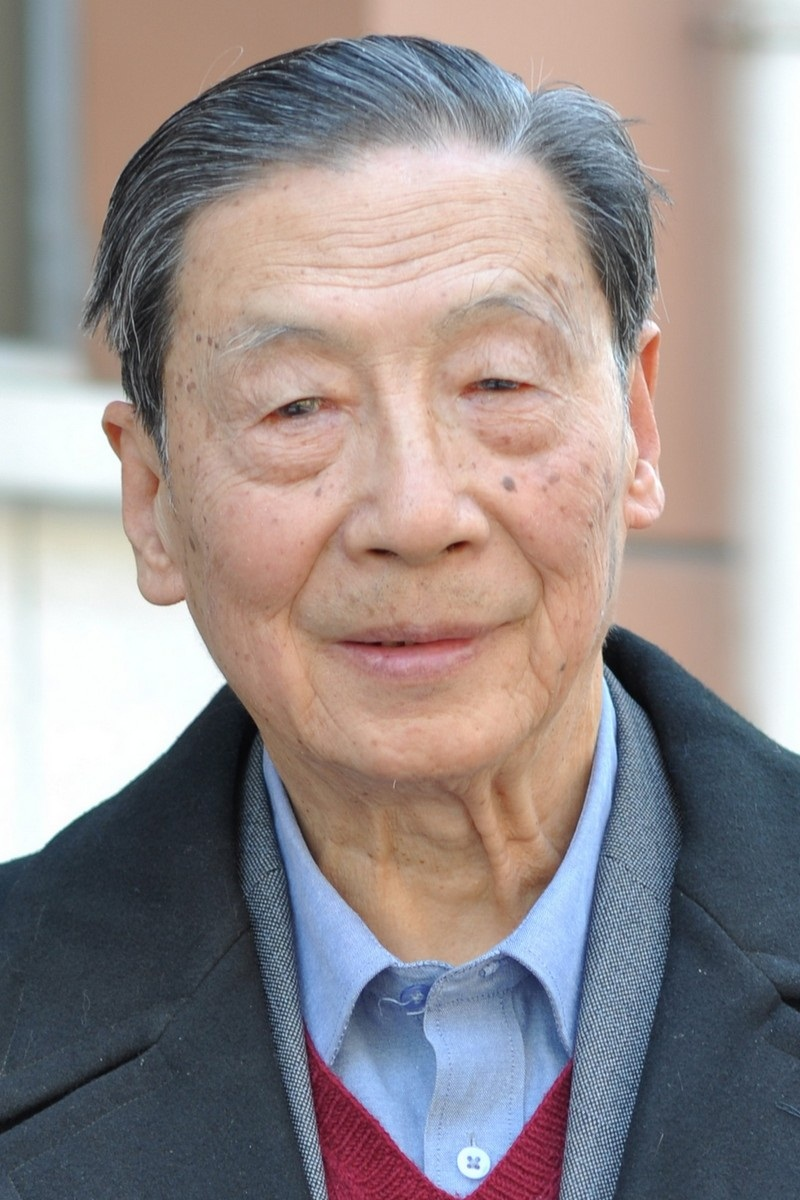

## Nagroda
4 maja 2012 roku, została mu przyznana przez Cato Institute nagroda Milton Friedman Prize for Advancing Liberty. Otrzymał ją za swoją pracę na temat klasycznego liberalizmu oraz wolnego rynku.

## Rodzina
Jego wujkiem był znany inżynier specjalizujący się w budowie mostów, Mao Yisheng.